# Liste d'ufologues
Liste d'ufologues

## Afrique

### Afrique du Sud
Elizabeth Klarer (en) (1910–1984).

## Asie

### Indonésie
- Jacob Salatun (1927-2012), pionnier de la recherche sur les ovnis en Indonésie[1].

## Amérique du Nord

### Canada
- Stanton Friedman (1934-2019)
- Richard Glenn (né en 1946)
- Paul Hellyer (1923-2021)

### États-Unis
- George Adamski (17 avril 1891 – 23 avril 1965)
- Orfeo Angelucci (en)(dit Orville Angelucci) (25 juin 1912 – 24 juillet, 1993)
- Art Bell (nom de naissance: Arthur William Bell, III) (né en 1945)
- William J. Birnes (en)(né en 1944)
- Jerome Clark (né en 1946)
- Philip J. Corso (1915–1998)
- Robert Dean (en) (1929-2018)
- Glenn Dennis (en) (1925-2015)
- Danielle Egnew (en) (née en 1969)
- Raymond E. Fowler (en) (né en 1934)
- Daniel Fry (en) (19 juillet 1908 –20 décembre 1992)
- Steven M. Greer (né en 1955)
- Richard H. Hall (en) (25 décembre 1930 – 17 juillet 2009)
- Charles I. Halt (en) (1930-2009)
- Allan Hendry (en) (né en 1950)
- Budd Hopkins (en) (1931-2011)
- Linda Moulton Howe (née en 1942)
- J. Allen Hynek (1er mai 1910 – 27 avril 1986)
- David Michael Jacobs (né en 1942)
- Morris K. Jessup (2 ou 20 mars 1900 – 20 avril 1959)
- John Keel (de son vrai nom: Alva John Kiehle) (25 mars 1930 – 3 juillet 2009)
- Donald Keyhoe (20 juin 1897 – 29 novembre 1988), publie des enquêtes sur les « soucoupes volantes » dans les années 1950
- Philip J. Klass (novembre 1919 – août 2005)
- George Knapp (en) (né en 1952)
- Bob Lazar (né en 1959)
- Bruce Maccabee (1942-2024)
- John E. Mack (1929–2004)
- Jim Marrs (né en 1943)
- Riley Martin (en) (né en 1946)
- Donald Howard Menzel (1901–1976)
- James W. Moseley (en) (1931-2012)
- George Noory (en) (né en 1950)
- Curtis Peebles (né en 1955)
- Edward J. Ruppelt (17 juillet 1923 – 15 septembre 1960)
- Harley Rutledge (1926–2006)
- Robert Sheaffer (né en 1949)
- Brad Steiger (1936-2018), écrivain notamment sur le paranormal et les extraterrestres de type reptilien
- Whitley Strieber (né en 1946)
- Michael D. Swords (en)

### Mexique
- Jaime Maussan (en) (né en 1953)[2].

## Amérique du Sud

### Argentine
- Fabio Zerpa (en) (1928-2019), parapsychologue

### Brésil
- Ademar José Gevaerd (en) (1962-2022), éditeur de UFO Magazine, fondateur et président du CBPDV (Centre Brésilien de Recherches sur les Soucoupes Volantes) et directeur national de Mutual UFO Network. Article connexe : Opération Prato

## Europe

### France
- Jacques Bergier (1912 - 1978), écrivain. Il a co-écrit Le Matin des magiciens
- Robert Charroux (1909 - 1978), écrivain. Partisan de la Théorie des anciens astronautes
- Rémy Chauvin (1913 - 2009), biologiste et entomologiste
- Dominique Caudron (né en 1946), ufologue sceptique
- Aimé Michel (1919 - 1992), écrivain (Mystérieux Objets Célestes), fondateur de la théorie de l'orthoténie
- Jean-Pierre Petit (né en 1937), physicien
- Claude Poher (né en 1936), membre du CNES et du GEIPAN
- Silvano Trotta (né en 1967), entrepreneur et vidéaste web conspirationniste
- Jacques Vallée (né en 1939), scientifique
- Jean-Jacques Velasco (né en 1946), ancien membre du CNES, a dirigé le GEPAN puis le SEPRA

### Italie
- Corrado Balducci (1923–2008), théologien de la curie et exorciste de l'archidiocèse de Rome.
- Alberto Perego (1903-1981), consul.

### Roumanie
- Dan Apostol (en) (1957-2013)[3]
- Ion Hobana (en) (1931-2011)[4],[5]

### Espagne
- Iker Jiménez Elizari (es) (né en 1973)

### Suisse
- Erich von Däniken (né en 1935). Partisan de la Théorie des anciens astronautes

### Royaume-Uni
- George King (1919–1997), fondateur du mouvement religieux Société Aetherius
- Nick Pope (en) (né en 1965)
- Jenny Randles (en) (né en 1951)
- Nick Redfern (en) (né en 1964).
- Brinsley Le Poer Trench (1911–1995)